# Wahlen 1929
◄◄ | ◄ | 1925 | 1926 | 1927 | 1928 | Wahlen 1929 | 1930 | 1931 | 1932 | 1933 | ► | ►►

Weitere Ereignisse
Die hier aufgeführten Wahlen und Referenden fanden im Jahr 1929 statt.

## Termine
| Land                   | Datum        | Wahl                                                    | Turnus (Jahre) | letzte Wahl | Art            | Bemerkung                                              |
| ---------------------- | ------------ | ------------------------------------------------------- | -------------- | ----------- | -------------- | ------------------------------------------------------ |
| Ägypten                | 21. Dezember | Parlamentswahl in Ägypten 1929                          | 3              | 1926        | Mehrheitswahl  | Wurde durch die Liberale Verfassungspartei boykottiert |
| Vereinigtes Königreich | 3. Juni      | Britische Unterhauswahl 1929                            | 5              | 1924        | Mehrheitswahl  | Hung parliament                                        |
| Dänemark               | 24. April    | Folketingswahl 1929                                     | 3              | 1926        | Mehrheitswahl  |                                                        |
| Deutsches Reich        | 27. Oktober  | Landtagswahl in Baden 1929                              | 4              | 1925        | Verhältniswahl |                                                        |
| Deutsches Reich        | 6. Januar    | Landtagswahl in Lippe 1929                              | 4              | 1925        | Verhältniswahl |                                                        |
| Deutsches Reich        | 12. Mai      | Landtagswahl in Sachsen 1929                            | 3              | 1926        | Verhältniswahl |                                                        |
| Deutsches Reich        | 22. Dezember | Volksentscheid gegen den Young-Plan                     | ./.            | ./.         | ./.            |                                                        |
| Deutsches Reich        | 17. November | Provinziallandtagswahlen in Preußen                     | 4              | 1925        | Verhältniswahl |                                                        |
| Estland                | 11. Mai      | Parlamentswahl in Estland 1929                          | 3              | 1926        | Mehrheitswahl  |                                                        |
| Finnland               | 1. Juli      | Parlamentswahl in Finnland 1929                         | 2              | 1927        | Mehrheitswahl  |                                                        |
| Griechenland           | 21. April    | Senatswahl in Griechenland 1929                         | ./.            | ./.         |                | Erste Wahl                                             |
| Königreich Italien     | 24. März     | Parlamentswahlen in Italien 1929                        | 5              | 1924        | Scheinwahl     |                                                        |
| Niederlande            | 3. Juli      | Parlamentswahl in den Niederlanden 1929                 | 5              | 1925        | Mehrheitswahl  |                                                        |
| Nordrhodesien          | 31. August   | Parlamentswahl in Nordrhodesien 1929                    | 3              | 1926        | Mehrheitswahl  |                                                        |
| Österreich             | 28. April    | Landtagswahl in Tirol 1929                              | 4              | 1925        | Mehrheitswahl  |                                                        |
| Tschechoslowakei       | 27. Oktober  | Parlamentswahl in der Tschechoslowakei 1929             | 4              | 1925        | Mehrheitswahl  |                                                        |
| Südafrikanische Union  | 12. Juni     | Parlamentswahl in Südafrika 1929                        | 5              | 1924        | Mehrheitswahl  |                                                        |
| Südwestafrika          | 3. Juni      | Wahlen zur South West African Legislative Assembly 1929 | 3              | 1926        | Mehrheitswahl  |                                                        |
| Schweiz                | 14. November | Bundesratswahl 1929                                     |                | 1928        |                |                                                        |